# Aspergillus brasiliensis
Aspergillus brasiliensis är en svampart som beskrevs av Varga, Frisvad & Samson 2007. Aspergillus brasiliensis ingår i släktet Aspergillus och familjen Trichocomaceae.   Inga underarter finns listade i Catalogue of Life.